# Jardín Botánico de Villa Bricherasio

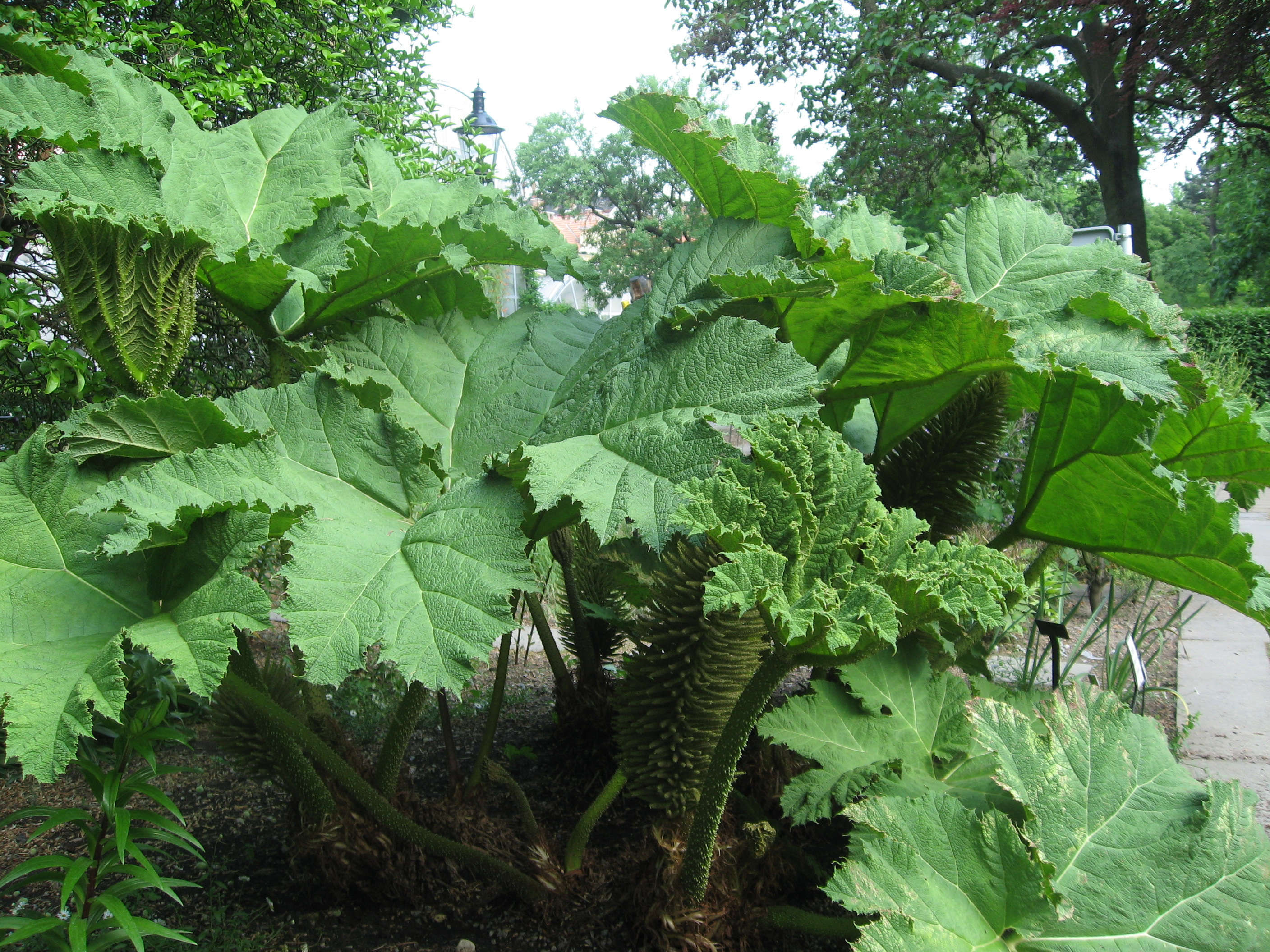
Hojas de Gunnera manicata, una de las especies presentes en el jardín botánico.

El Jardín Botánico de Villa Bricherasio (en italiano: Giardino Botanico di Villa Bricherasio) es un jardín botánico de 12.000 m² de extensión que se encuentra en Saluzzo.

## Localización
Giardino botanico di Villa Bricherasio Via G. Bodoni, 88  Saluzzo, Provincia de Cuneo, Piamonte, Italia.44°39′0″N 7°29′0″E / 44.65000, 7.48333
Está abierto al público todos los días.

## Historia
Domenico Montevecchi, era agricultor profesional en los años 70, y sobre el terreno inclinado alrededor de la casa, crecieron los perales, manzanos, kiwis y ciruelos.
Durante años se dividió entre la ocupación habitual y el jardín, hasta que prácticamente se ha hecho cargo del mantenimiento del jardín botánico.

## Colecciones
Es un verdadero jardín botánico, una de las primeras granjas con fines culturales y educativos de Italia, que combina las intenciones de la investigación científica sobre el paisaje. El parque está dividido en tres áreas fitoclimáticas distintas: la flora del Mediterráneo, la zona templada fría y continental.
El jardín cultiva actualmente:
- Charca con plantas acuáticas entre las cuales destaca  la Victoria amazonica, que gracias al microclima de la zona se desarrolla sin necesidad de estar en el interior de un invernadero.
- Alpinum con numerosas especies de Crassulaceae,
- Rosaleda con una colección de rosas inglesas y silvestres,
- Plantas arbustivas como Cinnamomum camphora, Firmiana simplex, Cupressus casmirianum, bananos, así como eucaliptos de Tasmania y de Nueva Zelanda y la Gunnera manicata de Brasil que con sus enormes hojas llegan a consumir 800 litros de agua por día. Hortensias, bambús, camelias y helechos
- Colección de Gramineas con Arundo donax variegata, Calamagrostis acutiflora, Carex buchanaii y varias especies de Festuca, Pennisetum y Panicum virgatum.